# شينيا ساتو
شينيا ساتو (باليابانية: 佐藤 真也) (13 نوفمبر 1978 في كوماموتو في اليابان – )؛ هو لاعب كرة قدم ياباني سابق كان يلعب كلاعب وسط.

## وصلات خارجية
- شينيا ساتو على موقع رابطة كرة القدم اليابانية للمحترفين (اليابانية)
- شينيا ساتو على موقع Soccerway.com (الإنجليزية)